# Bałtycki Park Miniatur w Międzyzdrojach
Bałtycki Park Miniatur w Międzyzdrojach – park miniatur, położony w Międzyzdrojach. Obiekt stanowi prywatną własność ARR Miniatury Sp. z o.o.
Park został otwarty w kwietniu 2015 roku. Na jego obszarze zlokalizowane są, sporządzone w skali 1:25, miniatury budowli z państw leżących nad Morzem Bałtyckim (Polski, Niemiec, Danii, Szwecji, Finlandii, Rosji, Litwy, Łotwy i Estonii): 
- Żuraw w Gdańsku,
- Zamek w Malborku,
- Zamek Książąt Pomorskich w Szczecinie,
- Brama Holsztyńska w Lubece,
- Zamek w Schwerinie,
- Zamek Rosenborg w Kopenhadze,
- zrekonstruowany kościół św. Mikołaja w Trzęsaczu,
- Zamek kalmarski,
- Katedra w Helsinkach,
- Sobór Zmartwychwstania Pańskiego w Petersburgu,
- Pałac Kadriorg w Tallinnie,
- Dom Bractwa Czarnogłowych w Rydze,
- Pałac w Jełgawie,
- Katedra w Wilnie,
- latarnie morskie: w Świnoujściu, na Greifswalder Oie, Christiansø, w Ottenby, na Bengtskär, Kõpu, w Užava, Nidzie oraz Bałtyjsku,
- Zamek Skokloster pod Sztokholmem,
- Brama Brandenburska,
- Stocznia Gdańska

oraz
- makieta kolejek w skali 1:25,
- makieta złomowiska Piotro-stal z programu Złomowisko PL.

W Parku znajduje się sztucznie utworzony zbiornik wodny, będący miniaturą Morza Bałtyckiego w skali 1:45 000, z zachowaną linią brzegową. W zbiorniku znajduje się miniatura żaglowca Dar Pomorza.
Park jest obiektem całorocznym, wstęp jest płatny.